# Taiyō
Ne doit pas être confondu avec Taiyo.
Le Taiyō (大鷹, littéralement Grand aigle) était un porte-avions d'escorte japonais, navire de tête de classe Taiyō utilisé par la Marine impériale japonaise pendant la Seconde Guerre mondiale. Anciennement baptisé Kasuga Maru (春日丸), il est l'un des trois navires (avec le Un'yō et le Chūyō) à être converti en porte-avions d'escorte.
Le Taiyō était initialement utilisé pour des formations de vol et de transport aérien, mais il fut plus tard utilisé comme navire d'escorte des convois de navires marchands entre le Japon et Singapour. Le navire a été torpillé à deux reprises par un sous-marin américain avant d'être coulé à la mi-1944 avec plus de la moitié de son équipage.

## Configuration civile
Les navires de classe Nitta Maru étaient destinés à améliorer le confort et le service des passagers en voyage à New York ou en Europe, notamment en étant le premier navire à être entièrement climatisé. La Marine impériale japonaise subventionne les trois navires de classe Nitta Maru pour une éventuelle conversion en aéronefs auxiliaires. Le Kasuga Maru était le dernier navire de sa classe à être construit par Mitsubishi Heavy Industries au chantier de Nagasaki pour l'entreprise Nippon Yusen Kaisha (NYK). Sa quille est posée le 6 janvier 1940 sous le numéro de coque 752 et il est lancé le 19 septembre 1940. Les sources sont contradictoires quant à la date de la conversion et d’achèvement du navire avant le début de la conversion. La source Jentschura, Jung & Mickel affirment que Kasuga Maru a été remorqué jusqu'à l'Arsenal naval de Sasebo pour la modifié le 1er mai 1941. Stille, Watts & Gordon disent que la conversion a commencé pendant que le navire était en construction. Tully, d'autre part, affirme qu'il a été réquisitionné par la marine le 10 février 1941 et utilisé comme navire de transport jusqu'à sa reconversion le 1er mai. Au cours des travaux, il lui est attribué un nouveau numéro de coque, 888.
Si le Kasuga Maru était achevé en tant que paquebot, le navire jaugerait 17 163 tonnes, aurait eu une longueur de 170 mètres et un faisceau de 22,5 mètres. Il aurait eu un tonnage net de 9 397 et une capacité de chargement de 11 800 tonnes. Le navire aurait pu héberger 285 passagers (127 de première classe, 88 de seconde et 70 de troisième).
Les trois navires étaient alimentés par deux séries de turbines à vapeur à engrenages fabriquées par le constructeur naval, chacune entraînant un arbre d'hélice, en utilisant de la vapeur produite par quatre chaudières à tubes d'eau. Les turbines avaient une puissance de 25 200 chevaux (18 800 kW), le propulsant à une vitesse moyenne de 19 nœuds (35 km/h) et une vitesse maximale de 22,2 nœuds (41,1 km/h).

## Conversion
La conversion de Kasuga Maru est achévé au chantier Sasebo Naval Arsenal les 2, 5 ou 15 septembre 1941. Les transporteurs de classe Taiyō déplaçaient 18 116 tonnes à charge nominale et 20 321 tonnes à pleine charge. Ils avaient une longueur totale de 180,2 mètres, un faisceau de 22,5 mètres et un tirant d'eau de 7,7 mètres. Le pont d'envol était de 172 mètres de long et 23,5 mètres de large, ils n'étaient équipé d'aucun équipement d'arrêt (type brin d'arrêt). Le navire, configuré en flush deck, avait un hangar unique, d'environ 91,4 mètres de long, desservi par deux ascenseurs de 12 et 13 mètres. Contrairement à sister-ships, le Taiyō pouvait accueillir 23 avions, plus 4 pièces de rechange.
Les modifications apportées lors de sa reconversion limitèrent sa vitesse à 21,4 nœuds (39,6 km/h). Sa capacité de transport était de 2 290 tonnes de pétrole lui donnant une portée de 8 500 milles nautiques (15 700 km) à une vitesse de 18 nœuds (33 km/h). Son équipage comprenait 747 officiers et marins.
Le navire était équipé de 6 canons navals de 12 cm/45 sur les côtés de la coque. Son armement léger comprenait 8 canons de 25 mm Type 96. Début 1943, des montants jumelés de 25 mm ont été remplacés par des supports triples et des canons de 25 mm ont été ajoutés. Le Taiyō avait un total de 22 canons et plus de 5 mitrailleuses Hotchkiss de 13,2 mm modèle 1929. Le navire avait également un radar de recherche aérien de type 13 fixé dans une installation rétractable sur le poste de pilotage. En juillet 1944, les 6 canons navals de 12 cm/45 ont été remplacés par 2 canons de 12,7 cm/40 Type 89 à double usage et son armement léger a été augmenter allant jusqu'à 64 canons de 25 mm et 10 mitrailleuses 13,2 mm.

## Carrière
Avant le début de la guerre du Pacifique, le 7 décembre 1941, le Kasuga Maru a fait deux voyages à Formosa et à Palaos dans le cadre d'un convoyage de Mitsubishi A5M (désigné: Claude) quelques jours avant le début de la guerre. Entre les missions de transport, le navire formait des pilotes de l'aéronautique navale.
Le 11 avril 1942, le port de Rabaul est bombardé mais le Kasuga Maru n'est pas endommagé. Le 14 juillet, il est affecté à la flotte combinée, avec son sister-ship Un'yō. Apprenant les débarquements américains sur Guadalcanal le 7 août, le Kasuga Maru et le cuirassé Yamato, escortés par deux destroyers, accompagnés des 2e flotte et 3e flotte, naviguent dans la mer intérieure de Seto, vers les îles Truk. Le 27 août, le porte-avion est détaché du corps principal et est envoyé dans les îles Marshall pour livrer des avions. Il arrive deux jours plus tard et repart le 30 août pour les îles Truk. Le lendemain, le Kasuga Maru est officiellement rebaptisé Taiyō (大鷹).
Après son arrivée aux îles Truk le 4 septembre, le navire est envoyé à Palaos, Davao et Kavieng. Au cours d'un transit vers les Truk, il est torpillé par le sous-marin USS Trout le 28 septembre 1942. Touché d'une torpille, le navire perd 13 membres d'équipage, il put rejoindre les îles Truk et effectuer des réparations d'urgence. Le Taiyō quitte sa base pour le Japon le 4 octobre pour y effectuer des réparations permanentes qui dureront jusqu'au 26 octobre. Le navire reprend ensuite son service de transport d'avions entre le Japon, les îles Truk et Kavieng jusqu'au 1er novembre. En février-mars 1943, il opère avec le Un'yō. Le mois suivant, le Un'yō est remplacé par le Chūyō. Lors de son transit vers les Truk, il est de nouveau torpillé par un sous-marin américain. Les quatre torpilles tirés par l'USS Tunny le 9 avril n'ont pas explosé. Les Taiyō et Chūyō, escortés par deux destroyers, quittent les Truk en direction de Yokosuka, au Japon, le 16 avril. Après un autre voyage aux Truk, Mako, Formosa, le navire ancre quelque temps à Sasebo. Transitant vers les îles Truk le 6 septembre, le Taiyō est attaqué sans succès par l'USS Pike (en). Trois semaines plus tard, le navire est de nouveau torpillé, cette fois-ci par l'USS Cabrilla (en). La torpille détruit son hélice à tribord, l'obligeant à être remorqué par le Chūyō jusqu'à Yokosuka. Les réparations dureront jusqu'au 11 novembre 1943.
En décembre 1943, le Taiyō est affecté au Commandement de la grande escorte où il est réaménagé à Yokohama et remis en service le 4 avril 1944. Le 29 avril, il est affecté à la Première unité d'escorte de surface et escorte le convoi HI-61 du Japon à Singapour, via Manille. À son arrivée le 18 mai, le Taiyō est chargé d'escorter le convoi HI-62. Après son arrivée le 8 juin, le navire repart le 12 juillet, chargé de transporter des aéronefs jusqu'à Manille. En route, il rejoint l'escorte du convoi HI-69 et y arrive le 20 juillet. Le Taiyō escorte ensuite un convoi à Formosa et ensuite au Japon. Le 10 août, le navire escorte le convoi HI-71 vers Singapour, via Mako et Manille. Huit jours plus tard, au large de Bolinao (Luzon), le Taiyō est touché à la poupe par une torpille tiré de l'USS Rasher. La torpille provoque l'explosion des réservoirs avgas présents à l'arrière, envoyant le navire par le fond en 28 minutes, à la position géographique 18° 10′ N, 120° 22′ E. Le nombre de passagers à bord est inconnu, mais 400 survivants sont sauvés et on estime qu'au moins 790 passagers et marins sont décédés dans cette attaque.